# Bjørn Brudevoll
Bjørn Brudevoll (26 febbraio 1997) è un ex sciatore alpino norvegese.

## Biografia
Slalomista puro attivo dal dicembre del 2013, Bjørn Brudevoll ha esordito in Coppa Europa il 2 dicembre 2015 a Hemsedal, senza qualificarsi per la seconda manche, e ai Mondiali juniores di Åre 2017 ha vinto la medaglia d'argento; ha debuttato in Coppa del Mondo il 12 novembre dello stesso anno a Levi, senza completare la prova. Il 6 e il 7 gennaio 2019 ha colto a Val-Cenis i suoi unici podi in Coppa Europa (classificandosi rispettivamente 3º e 2º); ha preso per l'ultima volta il via in Coppa del Mondo l'8 febbraio 2020 a Chamonix, senza qualificarsi per la seconda manche (non ha portato a termine nessuna delle 9 gare del massimo circuito nelle quali ha preso il via), e si è ritirato durante la stagione 2022-2023: la sua ultima gara in carriera è stata uno slalom speciale universitario disputato ad Alyeska il 24 febbraio. Non ha preso parte a rassegne olimpiche o iridate.

## Palmarès

### Mondiali juniores
- 1 medaglia:
  - 1 argento (slalom speciale a Åre 2017)

### Coppa Europa
- Miglior piazzamento in classifica generale: 30º nel 2019
- 2 podi:
  - 1 secondo posto
  - 1 terzo posto

### Nor-Am Cup
- Miglior piazzamento in classifica generale: 42º nel 2020
- 1 podio:
  - 1 terzo posto

### Campionati norvegesi
- 1 medaglia:
  - 1 oro (slalom speciale nel 2016)